# VfL Gladbeck
Der VfL Gladbeck 1921 e. V. ist ein Sportverein aus Gladbeck, mit (Stand: 23. November 2018) 3.400 Mitgliedern ist er einer der größten Vereine in Gladbeck und Umgebung. Die 12 Abteilungen des Vereins bieten u. a. die Sportarten Badminton, Frauenfußball, Funrunner, Handball, Leichtathletik, Radsport, Schwimmen, Tennis, Volleyball und Wasserball an. Neben dem wettkampforientierten Mannschaftssport liegt ein großer Fokus des VfL auf dem Breitensport.

## Handballabteilung
Die Handballabteilung des VfL Gladbeck genießt mit seinen überregionalen Erfolgen einen beachtlichen Stellenwert in Gladbeck. Der VfL spielte von 2004 an in der Handball-Regionalliga West, aus der er 2009 wieder abstieg. In der Saison 2011/2012 stieg die VfL wieder auf und spielte in der dritten Liga. Der VfL nahm in der Saison 2005/06 und 2006/07 am DHB-Pokal teil, schied jedoch in beiden Fällen in der 1. Hauptrunde aus.
In der Saison 2021/22 gelang es ihnen sich die Meisterschaft in der Oberliga Westfalen zu sichern. Nachdem der VfL Gladbeck in der Saison 2022/23 in der 3. Liga gespielt hatte, kehrte die Mannschaft wieder in die Oberliga zurück.
Der VfL Gladbeck trägt seine Heimspiele in der Riesener-Sporthalle in Gladbeck aus.

### Bekannte ehemalige Spieler
- Michael Hegemann
- Frank Schumann

## Leichtathletikabteilung
Drei Leichtathletinnen und ein Leichtathlet des VfL Gladbeck starteten bei internationalen Veranstaltungen für Deutschland. 1954 gewann Marlene Biedermann die erste deutsche Hallenmeisterschaft im Kugelstoßen, bei den Europameisterschaften 1954 belegte sie den siebten Platz. Helmut Janz gewann von 1957 bis 1963 sieben deutsche Meistertitel im 400-Meter-Hürdenlauf; der Olympiavierte von 1960 gewann 1962 Bronze bei den Europameisterschaften. Gisela Kinzel begann unter ihrem Geburtsnamen Gottwald ihre Karriere beim VfL Gladbeck und stand 1983 im Staffelfinale der Weltmeisterschaften in Helsinki, bevor sie nach ihrer Heirat den Verein in Richtung Paderborn verließ. Von 1989 bis 1993 war schließlich die Weit- und Dreispringerin Claudia Gerhardt beim VfL Gladbeck, die als beste Platzierung in dieser Zeit den sechsten Platz bei den Halleneuropameisterschaften 1992 erreichte.